# William Kidd

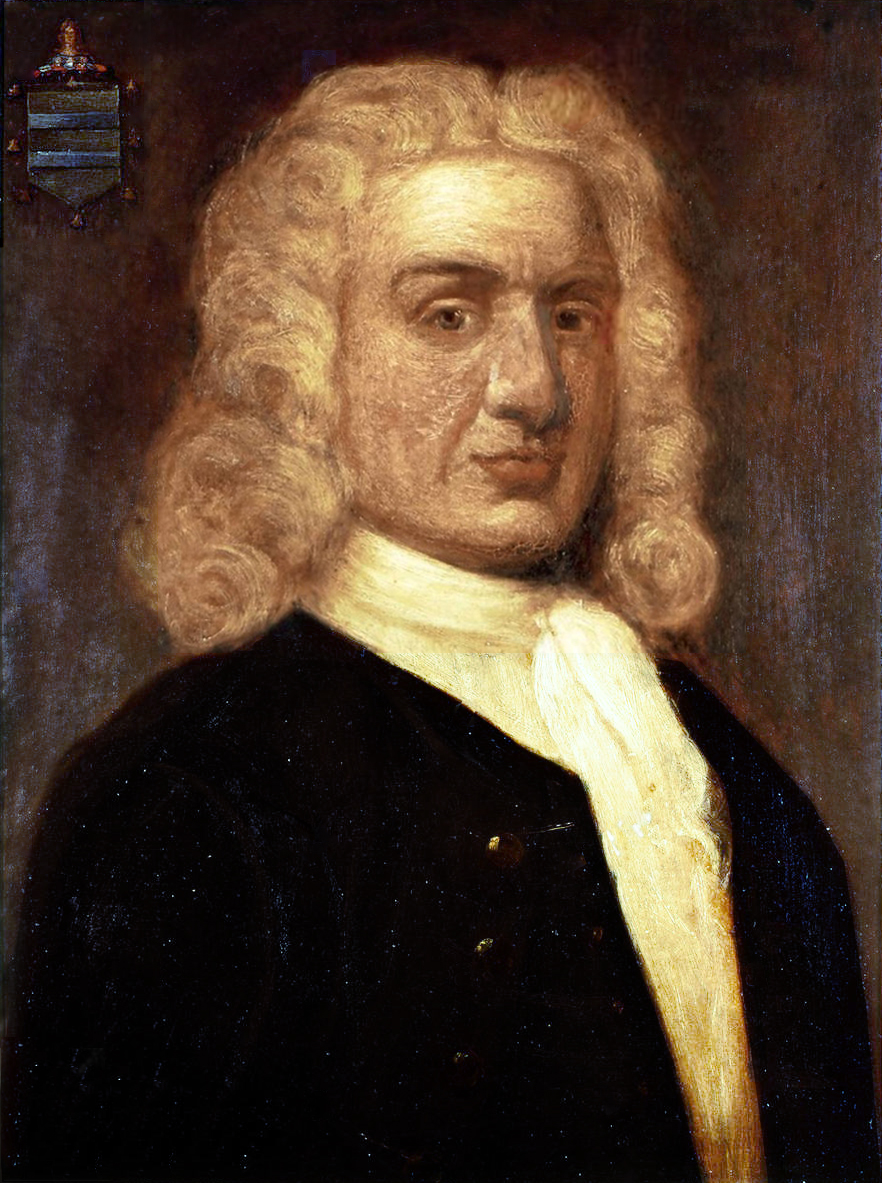
Portret Kidda z XVIII wieku

William „kapitan” Kidd (ur. 22 stycznia 1645, zm. 23 maja 1701) – jest uważany za jednego z najokrutniejszych i najkrwawszych piratów XVII wieku. Zgodnie z tradycją oskarżany był – jeszcze za życia – o największe zbrodnie. Bohater wielu mrocznych opowieści o piratach.
W rzeczywistości Kidd był prawdopodobnie jednym z wielu korsarzy brytyjskich, grasujących na wodach Atlantyku i Oceanu Indyjskiego, a jednocześnie ofiarą spisku korupcyjnego, w który wplątane były najznakomitsze brytyjskie postaci epoki.

## Początki
Urodził się w mającej dobrą reputację rodzinie w Greenock w Szkocji. Po śmierci ojca (miał wówczas 5 lat) dochody rodziny drastycznie zmalały. Młody chłopak nie miał innego wyjścia, jak wyruszyć na morze, gdzie przez blisko trzy dziesięciolecia służył na pokładach różnych statków. Gdy wybuchła wojna angielsko-francuska, wykazał się odwagą i pomysłowością, zajmując francuski okręt i ocalając załogę własnej jednostki przed śmiercią. Już jako znany człowiek osiadł w Nowym Jorku w 1691 roku (miał wówczas 45 lub 46 lat). Tam ożenił się z 20-letnią dwukrotną wdową, Sarą Bradley Cox Oort. Mieli dwie córki: Elizabeth i Sarę Kidd. Małżeństwo przyniosło Kiddowi spory zastrzyk finansowy (po sprawie sądowej, jaką jego małżonka wytoczyła spadkobiercom swego zmarłego męża). W tym czasie Kidd uważany był za pracowitego i uczciwego marynarza. Był przyjacielem wielu obywateli kolonii, w tym trzech gubernatorów.
Nieco później na polecenie władz prowincji Nowy Jork (wówczas w kolonii Massachusetts) schwytał nieprzyjacielskiego korsarza na wybrzeżu Nowej Anglii. Niedługo później Kidd otrzymał nagrodę w wysokości 150 funtów za – jak to określono – skuteczne przeciwdziałanie korsarstwu w rejonie Karaibów. W rok później „kapitan” Culliford, grasujący po tamtych wodach pirat, uprowadził statek Kidda, w czasie gdy ten znajdował się na lądzie na wyspie Antigua. W roku 1695, Wilhelm III, król angielski, odwołał skorumpowanego gubernatora Benjamina Fletchera, znanego z przyjmowania niewielkich (nawet 100-funtowych) łapówek od piratów spieniężających swe łupy, zastępując go Richardem Coote, baronem Ballamonte.

## Przygotowania
11 grudnia tego samego roku Bellamonte, który zarządzał wówczas prowincjami Nowy Jork, Massachusetts i New Hampshire, poprosił „godnego zaufania i ulubionego kapitana Kidda”, by ten zaatakował Thomasa Tew, Johna Irlandczyka, Thomasa Wake'a, Williama Maze'ego, jak również wielu innych piratów operujących we współpracy z nieprzyjacielskimi, tzn. francuskimi okrętami. Ta wyprawa podjęta w dobrej wierze miała ugruntować jego złą sławę jako pirata.
80% kosztów przedsięwzięcia pokrywali ludzie z wyższych sfer, najbardziej wpływowi w Anglii: Edward Russell – lord Oksford, baron Romney, Charles Talbot – książę Shrewsbury i baron Somers. Król Wilhelm mógł być w to zamieszany osobiście, zgodnie ze starą zasadą, że władca dostaje 10% łupów.
Resztę kosztów wyprawy pokrywał Kidd i jego wspólnik, a w rzeczywistości człowiek, który zorganizował cały spisek, Robert Livingstone. Kidd musiał – by pokryć swoją część kosztów – sprzedać statek Antiguę.
Nowy okręt Adventure Galley, był dobrze przygotowany do zadania: 284 ton wyporności, 34 działa, wiosła i 150 ludzi załogi. Wiosła miały kluczowe znaczenie, bowiem umożliwiały manewrowanie wtedy, gdy zapanowała cisza morska i okręty żaglowe stawały się bezwolne. Kidd osobiście kompletował załogę, wybierając najlepszych i najbardziej lojalnych oficerów i marynarzy. Niestety, tuż po podniesieniu żagli Adventure Galley został zatrzymany przez okręt liniowy HMS Duchess, którego kapitan zmusił większość załogi Kidda do przejścia do służby w Royal Navy; protest nie zdał się na nic. By uzupełnić braki, Kidd zawrócił do portu, ale do wyboru pozostali już tylko najgorsi, często byli piraci.

## Polowanie
We wrześniu 1696 r. Kidd podniósł ponownie żagle. Na nieszczęście część załogi padła ofiarą cholery, a w dodatku nowy statek przeciekał. To znów spowodowało opóźnienie i straty finansowe.
Tymczasem zmieniła się sytuacja na wodach Morza Karaibskiego, patrolowanego przez liczne okręty liniowe Royal Navy. Piraci i korsarze innych bander wynieśli się z tego akwenu. Po zdobyciu na Karaibach zaledwie jednego francuskiego pryzu, Kidd skierował się ku Madagaskarowi, ale i tam nie napotkał żadnych piratów, w związku z czym pożeglował w stronę Wybrzeża Malabarskiego.
Do tej pory Kidd nigdy nie atakował neutralnych statków, a więc zapewne w tym czasie nie był jeszcze piratem. Tym razem jednak konieczność pokrycia kosztów wyprawy przeważyła, tym bardziej, że stanął wobec buntu spragnionych łupów marynarzy. 30 października 1697 zabił jednego ze zbuntowanych członków załogi, artylerzystę Williama Moore'a, a w dwa dni później zaatakował pierwszy statek handlowy, płynący pod banderą hinduskiego władcy, przez co wszedł w konflikt z przemożną Brytyjską Kompanią Wschodnioindyjską (ang. British East India Company).

## Oskarżenie
O aktach barbarzyństwa, popełnianych podczas tego napadu przez ludzi Kidda, donieśli jeńcy, którym udało się zbiec; opowiadali o wieszaniu ludzi za ręce i biczowaniu oraz kaleczeniu kordelasami. W rzeczywistości Kidd nie musiał o wszystkim wiedzieć. W jednym przypadku, gdy załoga plądrowała statek handlowy Mary i poddawała torturom kilku jeńców, Kidd – według jego własnych zeznań – przebywał w swojej kajucie w towarzystwie kpt. Thomasa Parkera. Gdy zorientował się wreszcie, co się stało, kazał – jak twierdził przed sądem – zwrócić ukradzione dobra.
Kidda uznano za pirata już na samym początku wyprawy. Tak nazwał go oficer Royal Navy, któremu obiecał oddanie około trzydziestu ludzi do służby w marynarce królewskiej, ale zbiegł nocą, nie wywiązując się z danego słowa. Kompania Wschodnioindyjska natychmiast powieliła doniesienia o aktach piractwa Kidda, które wraz z rozszerzaniem się plotki stawały się coraz potworniejsze.
30 stycznia 1698 r. Kidd zagarnął swą największą zdobycz – ormiański 400-tonowy statek Quedagh, wyładowany belami satyny i muślinu, a także złotem, srebrem i wieloma innymi kosztownymi towarami z Dalekiego Wschodu, przede wszystkim zaś jedwabiem, cenionym wyżej niż złoto. Kapitanem Quedagh był Anglik nazwiskiem Wright, który korzystał z protekcji bandery francuskiej. Kidd miał pewne skrupuły, ale załoga była przekonana o legalności działań, jako że Kidd miał przecież atakować statki pod banderą francuską. Łup podobno był ogromny. Gdy wieść o napadzie dotarła do Anglii (doszły plotki o torturowaniu więźniów), Kompania Wschodnioindyjska oficjalnie oskarżyła Kidda o piractwo. Wszyscy dowódcy Royal Navy otrzymali polecenie „ścigania i schwytania rzeczonego Kidda i jego kamratów” z powodu „uprawiania piractwa”.
1 kwietnia 1698 r. Kidd wrócił na Madagaskar. Tu niespodziewanie napotkał Roberta Culliforda, tego samego pirata, który ongiś uprowadził statek Kidda. Culliford dowodził teraz fregatą Mocha. Kidd chciał zaatakować Mochę, ale jego ludzie zbuntowali się przeciwko niemu i dołączyli do piratów. Tylko 13 ludzi zostało z Kiddem na pokładzie Adventure Prize (tak przemianowany został dawny Quedagh) w drodze na Karaiby.

## Proces
Nim dotarł do Nowego Jorku, Kidd dowiedział się, że jest poszukiwany jako pirat. Gubernator przebywał w tym czasie w Bostonie. Kidd wynajął prawnika, który udał się do Bostonu negocjować ewentualny powrót Kidda do miasta i gwarancje bezpieczeństwa. Nic to nie dało – 6 lipca 1699 roku Kidd, wraz z resztą załogi, został aresztowany i osadzony w więzieniu Stone Prison; trzymano go oddzielnie od pozostałych.
Po ponad roku został odesłany do Anglii, gdzie 8 maja 1701 r. stanął przed sądem Admiralicji w Londynie, oskarżony o uprawianie piractwa i zamordowanie Williama Moore'a. W oczekiwaniu na proces Kidd osadzony został w cieszącym się ponurą sławą więzieniu Newgate, skąd wysłał kilka listów do pary królewskiej z prośbą o łaskę.
Przed sądem występował sam, bez obrońcy. Został uznany za winnego wszystkich zarzucanych mu czynów (morderstwo i pięć przypadków piractwa) i powieszony 23 maja 1701 r. w tzw. Execution Dock w londyńskiej dzielnicy Wapping. Wieszany był dwukrotnie, bowiem za pierwszym razem lina się urwała. Jego ciało zostało włożone w żelazną klatkę i zawieszone nad brzegiem Tamizy jako przestroga dla innych, którym marzyłoby się piractwo. Jego towarzysze zostali również skazani, ale ułaskawiono ich tuż przed powieszeniem.
Członkowie opozycyjnej partii whigów wspierali Kidda podczas procesu. Chcieli zgromadzić pieniądze, by pokryć koszty obrony. Ich wysiłki nie zdały się na nic, zwłaszcza że w trakcie procesu zginęły ważne dla Kidda dokumenty, które niespodziewanie odnalezione zostały na początku XX wieku. Dokumenty te podważają, przynajmniej częściowo, winę Kidda. Wraz z dokumentami ze statku zabrano wiele cennych przedmiotów, które sprzedano na aukcji w Nowym Jorku jako „łupy pirackie”. W czasie przewodu sądowego proceder ów nigdy nie został ujawniony, być może dlatego, że stały za nim osoby o znanych nazwiskach, blisko związane z dworem królewskim.

## Mity i legendy

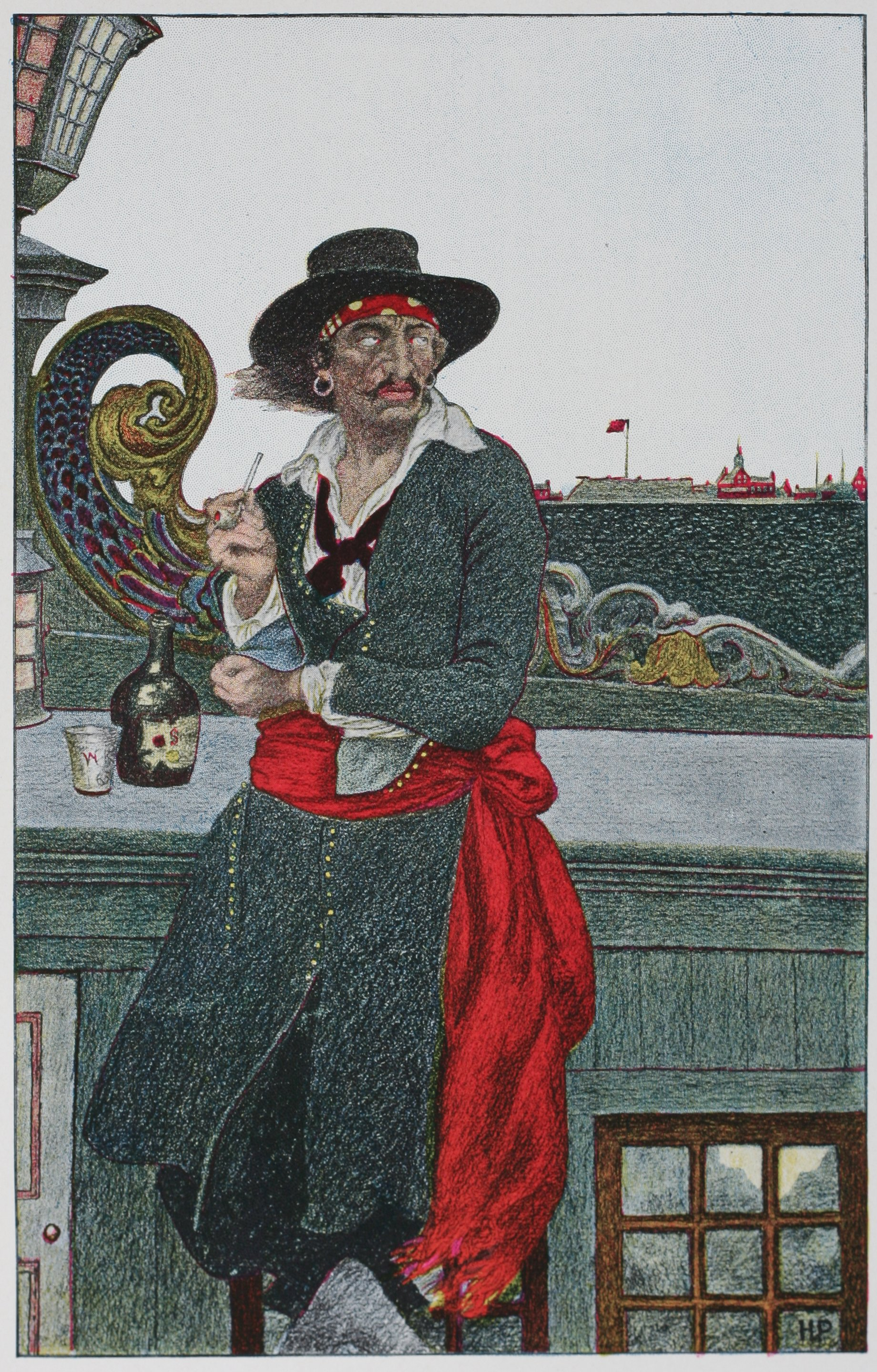
William Kidd, ilustracja Howard Pyle

Legenda Kapitana Kidda opiera się głównie na wierze, że zakopał gdzieś swe legendarne skarby. Znalazło to swe odbicie w literaturze: Edgar Allan Poe napisał Złotego żuka, a Robert Louis Stevenson Wyspę Skarbów. Od końca XVIII wieku trwa nieustanne poszukiwanie skarbu Kidda na Wyspie Dębów w Nowej Szkocji, w hrabstwie Suffolk na Long Island oraz na wyspach Charles i Thimble w Connecticut.
Wszystko jednak wskazuje, że kapitan Kidd zakopał niewielką część skarbu na wyspie Gardinera w miejscu zwanym Cherry Tree Field, jednakże została ona wydobyta przez gubernatora Bellomonta i przesłana do Anglii jako dowód pirackiego procederu Kidda.
Kidd odwiedził również wyspę Block (w 1699, tuż przed wyjazdem do Nowego Jorku), gdzie dostał niezbędne zaopatrzenie z rąk Mercy Raymond, córki żeglarza Jamesa Sandsa. Podobno za swoją gościnność pani Raymond została wynagrodzona w ten sposób, że Kidd kazał jej trzymać obiema rękoma za rąbek fartucha, który wypełnił po brzegi złotem i drogimi kamieniami. Nie wiadomo, ile w tym prawdy, ale po śmierci męża Mercy wyprowadziła się – wraz z rodziną – do północnego Connecticut, gdzie zakupiła duże obszary ziemi. W rodzinie Raymondów do dzisiaj mówi się, że wzbogacili się przez fartuch (ang. enriched by the apron).
Pod koniec 2007 roku amerykańscy archeolodzy odnaleźli zatopiony wrak statku kapitana Kidda, „Quedagh Merchant”, na pokładzie którego znajdowały się dokumenty okrętowe – mapy oraz dzienniki. Właśnie na owych mapach zaznaczone są miejsca zatopienia skarbu. Dalsze poszukiwania trwają.
Nad zabezpieczeniem, analizą i dokumentacją wraku od chwili jego odkrycia pracowały zespół badaczy z Indiana University pod kierownictwem archeologa podwodnego, Charlesa Beekera. Dzięki temu powstaje w tym miejscu 3 metry pod powierzchnią wody i 20 metrów od brzegu unikalne muzeum, gdzie płetwonurkowie będą mogli zwiedzać XVII-wieczny wrak i oglądać elementy jego wyposażenia, jak kotwice czy kilkanaście armat, które leżą na dnie i stanowią dogodne miejsce bytowania korali i innych przedstawicieli fauny morskiej.
Przedsięwzięcie jest promowane jako projekt turystyczny przez Consorcio Dominicano de Competitividad Turistica. Władze Dominikany żywią nadzieję, iż muzeum przyciągnie wielu amatorów przygód i pozwoli miłośnikom historii spotkać się ze złotym wiekiem piratów na Karaibach.